# Александрово-Заводский район
Александрово-Заводский район —  административно-территориальная единица (район) в Забайкальском крае России. В рамках организации местного самоуправления ему соответствует муниципальное образование Александрово-Заводский муниципальный округ (в 2006—2022 гг. — муниципальный район).
Административный центр — село Александровский Завод.

## География
Рельеф в районе преобладает среднегорный, с высотами 800—1300 метров. Основные хребты — Нерчинский, Урюмканский и Кукульбей. В довольно широкой долине протекает река Газимур. Имеются месторождения Алгачинское, Северо-Акатуевское, Бугдаинское, Маньковское, Мулина Гора. Климат резко континентальный со средними температурами июля +16 °C — +18 °C (максимальная +38 °C). Зима холодная, средняя температура января −26 °C — −28 °C (минимальная −59 °C). Количество выпадающих осадков 350—500 мм в год. Весна и начало лета засушливы. Вегетационный период длится 130—140 дней. Почвы на большей части территории района горные, мерзлотно-таёжные дерновые и мерзлотно-таёжные оподзоленные, в лесах встречаются тёмно-серые лесные. Основной тип местности — лиственничная тайга и лесостепные, кустарниковые и луговые зоны в долинах рек.

## История
Район образован 4 января 1926 года.

## Население
| 2002   | 2007  | 2009  | 2010  | 2011  | 2012  | 2013  |
| ------ | ----- | ----- | ----- | ----- | ----- | ----- |
| 10 844 | ↘9500 | ↘9454 | ↘8726 | ↘8691 | ↘8481 | ↘8332 |
| 2014   | 2015  | 2016  | 2017  | 2018  | 2019  | 2020  |
| ↘8162  | ↘7994 | ↘7926 | ↘7785 | ↘7580 | ↘7345 | ↘7115 |
| 2021   |       |       |       |       |       |       |
| ↘6214  |       |       |       |       |       |       |

Средняя плотность населения 1,09 чел./км², всё население сельское, высока доля людей старше трудоспособного возраста. По национальному составу преобладают русские.

## Муниципально-территориальное устройство
В рамках организации местного самоуправления на территории района функционирует муниципальное образование Александрово-Заводский муниципальный округ (в 2006—2022 гг. — муниципальный район).
В существовавший с 2006 до 2022 года муниципальный район входили 13 муниципальных образований со статусом сельского поселения:
| №  | Сельское поселение     | Административный центр     | Количество населённых пунктов | Население (чел.) | Площадь (км²) |
| -- | ---------------------- | -------------------------- | ----------------------------- | ---------------- | ------------- |
| 1  | Александрово-Заводское | село Александровский Завод | 2                             | ↘2111            | 799,33        |
| 2  | Бохтинское             | село Бохто                 | 3                             | ↘529             | 535,70        |
| 3  | Бутунтайское           | село Бутунтай              | 2                             | ↗538             | 388,03        |
| 4  | Кузнецовское           | село Кузнецово             | 1                             | ↘170             | 155,77        |
| 5  | Манкечурское           | село Манкечур              | 3                             | ↘531             | 497,90        |
| 6  | Маньковское            | село Маньково              | 1                             | ↘184             | 774,50        |
| 7  | Николаевское           | село Николаевка            | 1                             | ↘92              | 150,76        |
| 8  | Ново-Акатуйское        | село Новый Акатуй          | 3                             | ↘718             | 788,11        |
| 9  | Онон-Борзинское        | село Онон-Борзя            | 2                             | ↘269             | 714,11        |
| 10 | Первококуйское         | село Кокуй 1-й             | 2                             | ↘218             | 1227,84       |
| 11 | Савво-Борзинское       | село Савво-Борзя           | 1                             | ↘115             | 128,87        |
| 12 | Чиндагатайское         | село Чиндагатай            | 3                             | ↘284             | 415,37        |
| 13 | Шаранчинское           | село Шаранча               | 3                             | ↘455             | 556,00        |

В 2022 году  муниципальный район и все входившие в его состав сельские поселения были упразднены и объединены в муниципальный округ.

## Населённые пункты
В Александрово-Заводском районе 27 населённых пунктов:
| №  | Населённый пункт      | Тип  | Население    | Бывшее сельское поселение |
| -- | --------------------- | ---- | ------------ | ------------------------- |
| 1  | Александровский Завод | село | ↘2160 (2021) | Александрово-Заводское    |
| 2  | Базаново              | село | ↘58 (2021)   | Ново-Акатуйское           |
| 3  | Бохто                 | село | ↘319 (2021)  | Бохтинское                |
| 4  | Бутунтай              | село | ↘294 (2021)  | Бутунтайское              |
| 5  | Васильевский Хутор    | село | ↘199 (2021)  | Манкечурское              |
| 6  | Верхний Аленуй        | село | ↘155 (2021)  | Бохтинское                |
| 7  | Журавлёво             | село | ↘129 (2021)  | Александрово-Заводское    |
| 8  | Кириллиха             | село | ↘125 (2021)  | Шаранчинское              |
| 9  | Клин                  | село | ↘107 (2021)  | Онон-Борзинское           |
| 10 | Кокуй 1-й             | село | ↘208 (2021)  | Первококуйское            |
| 11 | Кокуй 2-й             | село | ↘51 (2021)   | Бохтинское                |
| 12 | Красноярово           | село | ↘121 (2021)  | Первококуйское            |
| 13 | Кузнецово             | село | ↘170 (2021)  | Кузнецовское              |
| 14 | Кутугай               | село | ↘174 (2021)  | Шаранчинское              |
| 15 | Манкечур              | село | ↘405 (2021)  | Манкечурское              |
| 16 | Маньково              | село | ↘184 (2021)  | Маньковское               |
| 17 | Мулино                | село | ↘102 (2021)  | Бутунтайское              |
| 18 | Николаевка            | село | ↘92 (2021)   | Николаевское              |
| 19 | Новый Акатуй          | село | ↘552 (2021)  | Ново-Акатуйское           |
| 20 | Онон-Борзя            | село | ↘200 (2021)  | Онон-Борзинское           |
| 21 | Почекуй               | село | ↘26 (2021)   | Манкечурское              |
| 22 | Савво-Борзя           | село | ↘115 (2021)  | Савво-Борзинское          |
| 23 | Старый Акатуй         | село | ↘172 (2021)  | Ново-Акатуйское           |
| 24 | Чиндагатай            | село | ↘262 (2021)  | Чиндагатайское            |
| 25 | Шара                  | село | ↘7 (2021)    | Чиндагатайское            |
| 26 | Шаракан               | село | ↘13 (2021)   | Чиндагатайское            |
| 27 | Шаранча               | село | ↘282 (2021)  | Шаранчинское              |

## Экономика
До 1990 года основное значение имела горно-добывающая промышленность, осуществляемая добычей полиметаллических руд на Акатуевском руднике. В 1994 года рудник был закрыт. В настоящее время основой экономики района является сельскохозяйственное производство. Выращиваются зерновые, овощи, картофель. На начало 2003 года территории сельхоз угодий составляли 295 940 га, в том числе, посевных площадей насчитывалось 6246 га. Поголовье сельскохозяйственных животных составляли: крупно-рогатого скота 13 300 голов, свиней 2700, овец 6100, лошадей 2500 и птиц 23 300. В 2002 году произведено зерна 6 751,3 тонн, картофеля 1620 тонн, овощей 245 тонн, молока 9101 тонн, мяса 1729 тонн, яиц 1767 тыс. штук, шерсти 18 тонн. Сельскохозяйственное производство ведёт совхоз «Журавлевский». Работает Александрово-Заводский лесхоз. Связи с Читой и внутри района затруднены, протяжённость автодорог не превышает 323 км. Местный аэропорт с начала 1990-х годов закрыт.

## Инфраструктура
В районе 27 дневных общеобразовательных учреждений, 26 библиотек, 28 клубов, 1 дом-музей.
Издаётся еженедельная газета «Заря».

## Достопримечательности
На территории района находятся памятники истории: остатки стен Акатуйской каторжной тюрьмы, могила декабриста Михаила Лунина.